# Hưng Thông
Hưng Thông là một xã thuộc huyện Hưng Nguyên, tỉnh Nghệ An, Việt Nam.

## Địa lý
Xã Hưng Thông có vị trí địa lý:
- Phía đông giáp xã Hưng Tân
- Phía Nam giáp xã Long Xá
- Phía bắc giáp xã Hưng Đạo
- Phía Nam Giáp xã Hưng Nghĩa.

Xã Hưng Thông là nơi sinh ra cố tổng bí thư Đảng Cộng sản Việt Nam Lê Hồng Phong.

## Hành chính
Xã Hưng Thông được chia thành 11 xóm: 1, 2, 3, 4, 5, 6, 7, 8, 9, 10, 11.
Chia thành 4 vùng: Hồng Hà, Hồng Lĩnh, Hồng Thái, Hồng Phong.

## Kinh tế - xã hội

### Xã hội

#### Giáo dục
Trên địa bàn xã Hưng Thông có:
- Hai trường TH tại làng Hồng Hà và làng Hồng Phong
- Trường THCS Nguyễn Thị Minh Khai
- Trường THPT Lê Hồng Phong.